# Formule de Héron
Ne doit pas être confondu avec Méthode de Héron.

Notations usuelles dans un triangle.

En géométrie euclidienne, la formule de Héron, portant le nom de Héron d'Alexandrie, permet de calculer l'aire S d'un triangle quelconque en ne connaissant que les longueurs a, b et c de ses trois côtés :
La formule était déjà connue d'Archimède.

## Démonstrations
Héron d'Alexandrie énonce et démontre son théorème dans son traité Les Métriques. Sa démonstration s'appuie sur les propriétés du cercle inscrit dans un triangle et sur l'exploitation des rapports de longueurs dans des triangles semblables.
Les propriétés trigonométriques permettent une démonstration plus courte de cette égalité.
Ainsi, la formule de Héron peut se déduire de manière algébrique de la loi des cosinus .
Il existe beaucoup d'autres démonstrations : voir notamment l'article « Loi des cotangentes ».
Il existe également un moyen simple de retrouver la formule de Héron par des considérations sur la forme que doit prendre le polynôme S2 en exploitant les propriétés des triangles plats, les propriétés d'homogénéité et de symétrie,.

## Autres écritures de la formule
- En remplaçant {\displaystyle p} par {\displaystyle {\frac {a+b+c}{2}}} on a :

{\displaystyle 16\ S^{2}=(a+b+c)(-a+b+c)(a-b+c)(a+b-c)},
qui peut s'écrire  :
{\displaystyle 16\,S^{2}=((a+b)^{2}-c^{2})(c^{2}-(a-b)^{2})}.On retrouve sous cette forme que le triangle est aplati si et seulement si {\displaystyle c=a+b} ou {\displaystyle c=|a-b|}.
- En développant et regroupant, on obtient :

{\displaystyle 16\,S^{2}=4a^{2}b^{2}-(a^{2}+b^{2}-c^{2})^{2}}, ce qui redonne la formule de l'aire dans le cas rectangle.
- En développant complètement, on obtient :

{\displaystyle {\begin{aligned}16\,S^{2}&=2(a^{2}b^{2}+a^{2}c^{2}+b^{2}c^{2})-(a^{4}+b^{4}+c^{4})\\&=(a^{2}+b^{2}+c^{2})^{2}-2(a^{4}+b^{4}+c^{4}).\end{aligned}}}
{\displaystyle S={\frac {1}{4}}{\sqrt {(a^{2}+b^{2}+c^{2})^{2}-2(a^{4}+b^{4}+c^{4})}},}expression symétrique en {\displaystyle a,b,c}.

### Sous forme d'un déterminant
On a : {\displaystyle 16S^{2}=-{\begin{vmatrix}0&1&1&1\\1&0&a^{2}&b^{2}\\1&a^{2}&0&c^{2}\\1&b^{2}&c^{2}&0\end{vmatrix}}} (déterminant de Cayley-Menger).

### Pour une mise en œuvre numérique
La formule de Héron présente une instabilité lors du calcul numérique, qui se manifeste pour les triangles en épingle, c'est-à-dire dont un côté est de dimension très petite par rapport aux autres (confrontation de petites et grandes valeurs).
En choisissant les noms de côtés de telle sorte que {\displaystyle a>b>c}, et en réorganisant les termes de façon à optimiser les grandeurs ajoutées ou soustraites, William Kahan propose une formule plus stable :
{\displaystyle S={\frac {1}{4}}{\sqrt {\left(a+(b+c)\right)\,\left(c-(a-b)\right)\,\left(c+(a-b)\right)\,\left(a+(b-c)\right)}}.}

## Application à l'inégalité isopérimétrique pour le triangle
D'après l'inégalité arithmético-géométrique, {\displaystyle {\frac {p}{3}}={\frac {(p-a)+(p-b)+(p-c)}{3}}\geqslant {\sqrt[{3}]{(p-a)(p-b)(p-c)}}}.
De la formule de Héron, on déduit {\displaystyle S^{2}\leqslant p.{\frac {p^{3}}{27}}={\frac {p^{4}}{27}}}, d'où l'inégalité isopérimétrique : {\displaystyle S\leqslant {\frac {p^{2}}{3{\sqrt {3}}}}}.
Il y a égalité si et seulement si {\displaystyle p-a=p-b=p-c}, autrement dit si et seulement si le triangle est équilatéral.

## Généralisations

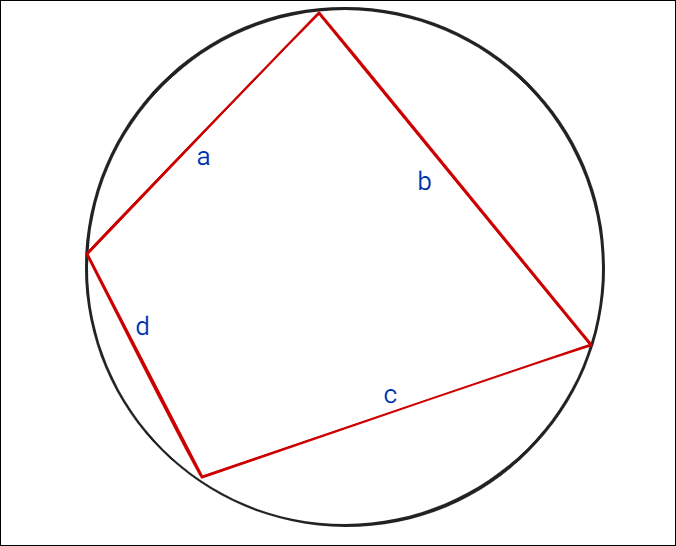
La formule de Brahmagupta permet de déterminer l'aire d'un quadrilatère inscrit dans un cercle en ne connaissant que la longueur de ses côtés.

### En géométrie sphérique
En trigonométrie sphérique, il existe une formule analogue à la formule de Héron qui permet de déduire l'aire d'un triangle sphérique à partir de ses côtés : elle est donnée par le théorème de l'Huilier.

### Pour les quadrilatères
Il existe des formulations analogues pour déterminer l'aire d'un quadrilatère, mais à moins qu'il soit inscriptible, la donnée supplémentaire d'angles ou des diagonales est nécessaire. Voir : Formule de Bretschneider et Formule de Brahmagupta.

### Pour les tétraèdres
Le volume d'un tétraèdre est donné en fonction de la longueur de ses arêtes par le déterminant de Cayley-Menger .